# 秦万里子
秦 万里子（はた まりこ、1956年3月28日 - ）は、日本の歌手、ピアニスト、作曲家、作詞家。

## 来歴

### 生い立ち
東京都杉並区出身。祖父は日本コロムビア元社長の秦米造。祖父も音楽好きだった影響から自宅には多数のレコードがあり、幼少から音楽に親しむ。3歳よりピアノをはじめ、5歳の時に自作曲で発表会に出る等、作曲をはじめていた。初等科から女子高等科まで学習院で学ぶ。
その間、アメリカンポップス、プログレッシブロックなどを片っ端からコピーし、楽譜がなくてもなんでも弾けるようになる。

### 音楽家への道
国立音楽大学器楽科ピアノ専攻に進学。在学中よりバンドのキーボーディスト、ダディ竹千代&東京おとぼけCATSのメンバーとしても活動。その一方、作曲家・鈴木邦彦経営のポップスク講師として、スタジオにもミュージシャンとして出入りを始める。1978年卒業。
祖父の病の看病のため、一切の外部音楽活動をやめて子どもたちの音楽教室を開く。持ち前の絶対音感、即興性、コピー能力を活かし、徹底的に楽しい「生徒がやめないレッスン」を提供する。
祖父死去の後、28歳の時にロサンゼルス・オリンピックのファンファーレに感銘を受け、作曲者のジョン・ウィリアムズに弟子入りしようと思い立ち渡米。ウィリアムズへの師事は叶わなかったが、1985年にアメリカ・バークリー音楽学院へ留学。CRAIG NAJJARに師事、ピアノ、アレンジ、ソングライティング、指揮などを習う。
帰国後　ピアノプレーヤ（YAMAHAの自動演奏ピアノ）のソフト作りに関わり、日本テレビ『スクスクのびのび』、ソニーハンディカムのコマーシャルなどの音楽を制作。
一方、幼稚園などで幼児教育にも力を注ぎ、即興でその現場に合う歌をつくり、ライブ感溢れる授業をつづけた。それが主婦の歌へとつながる。2006年よりNYパワーハウスと共に歩み始め、「半径5メートルの日常を歌う音楽家」として知名度を上げていく。なお、歌の作詞は4歳年下の妹でドッグシッターの秦典子が多数担当している。

### 芸能活動
2009年1月、52歳で徳間ジャパンコミュニケーションズからライブアルバム『半径5メートル物語』[4]でメジャーデビュー。日常や、そのときの感情をこまやかに切り取り、それを歌にすることで多くの主婦の心をつかむ。2010年4月よりNHK総合で平日10時5分から放送の『歌うコンシェルジュ』のコンシェルジュ役として登場、2年間ホステスを務める。
2010年、フジテレビ放映の番組『ライオンのごきげんよう』のOP曲「あっけらカンとごきげんよう」を作曲（秦典子が作詞、歌唱を小堺一機が担当）。
2011年3月の東日本大震災に際し、海外からの支援へ感謝を込めた楽曲「Heroes 2011, Japan」をパックンマックンのパトリック・ハーランと制作（パックンが歌詞、秦が作曲を担当）。
2013年9月よりワタナベエンターテインメント所属となる。

## 出演番組
- はなまるマーケット（TBS）2009年1月 - はなまるカフェ
- ありがとッ!（tvk） - 秦万里子の半径5mをもっと明るくー商店街っておもしろい!ー（毎月第2木曜日）
- 歌うコンシェルジュ（NHK総合テレビジョン）※金曜日放送分は近畿地方を除く
- ワイド!スクランブル（テレビ朝日）2014年4月 - 2015年9月23日
- 吉田照美 飛べ! サルバドール（文化放送）2014年4月8日 - 2016年3月22日 ※飛び出せ! 子ザル（隔週火曜日）

## ディスコグラフィ
- MOTTAINAI（2007年4月16日）
- 半径5メートル物語（2009年1月14日）
- 主婦たちへの応援歌（2009年10月7日）
- Heroes 2011, Japan（2011年6月）Youtubeでの公開